# Lochgilphead
Lochgilphead (Ceann Loch Gilb) is een burgh in het Schotse raadsgebied en lieutenancy area Argyll and Bute waarvan het de hoofdplaats is. Lochgilphead telt ongeveer 3000 inwoners en ligt aan het einde van Loch Gilp (een tak van Loch Fyne) en aan de oever van Crinan Canal. Lochgilphead werd rond 1790 opgericht.

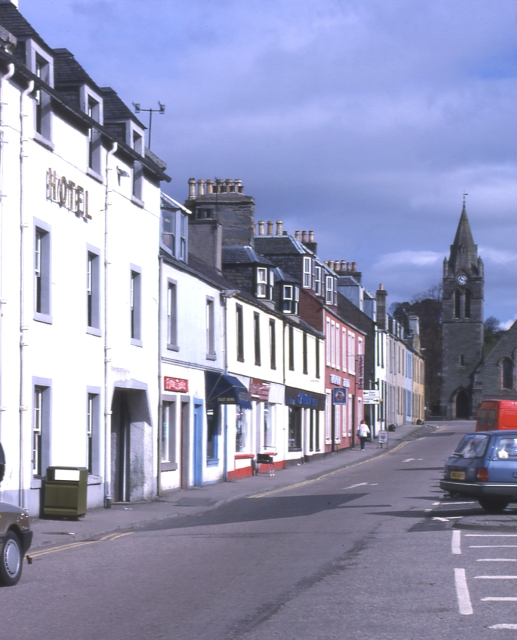
Lochgilphead